# Бютт (Небраска)
Бютт (англ. Butte) — селище (англ. village) в США, в окрузі Бойд штату Небраска. Населення — 286 осіб (2020).

## Географія
Бютт розташований за координатами 42°54′45″ пн. ш. 98°50′52″ зх. д. / 42.91250° пн. ш. 98.84778° зх. д. (42.912454, -98.847904).  За даними Бюро перепису населення США в 2010 році селище мало площу 1,08 км², уся площа — суходіл.

### Клімат
| Клімат : Бютт         | Клімат : Бютт | Клімат : Бютт | Клімат : Бютт | Клімат : Бютт | Клімат : Бютт | Клімат : Бютт | Клімат : Бютт | Клімат : Бютт | Клімат : Бютт | Клімат : Бютт | Клімат : Бютт | Клімат : Бютт | Клімат : Бютт |
| Показник              | Січ.          | Лют.          | Бер.          | Квіт.         | Трав.         | Черв.         | Лип.          | Серп.         | Вер.          | Жовт.         | Лист.         | Груд.         | Рік           |
| Середній максимум, °C | 0,0           | 2,2           | 8,3           | 16,1          | 22,2          | 27,8          | 31,7          | 30,6          | 25,6          | 18,3          | 8,9           | 1,7           | 16,1          |
| Середній мінімум, °C  | −12,8         | −10,6         | −5            | 1,7           | 7,8           | 13,9          | 16,7          | 15,6          | 10,0          | 3,3           | −4,4          | −10,6         | 2,2           |
| Норма опадів, мм      | 13            | 18            | 38            | 64            | 89            | 97            | 74            | 69            | 56            | 41            | 20            | 15            | 589           |
| --------------------- | ------------- | ------------- | ------------- | ------------- | ------------- | ------------- | ------------- | ------------- | ------------- | ------------- | ------------- | ------------- | ------------- |
| Джерело: Weatherbase  |               |               |               |               |               |               |               |               |               |               |               |               |               |

## Демографія
Згідно з переписом 2010 року, у селищі мешкало 326 осіб у 144 домогосподарствах у складі 83 родин. Густота населення становила 302 особи/км².  Було 192 помешкання (178/км²).
Расовий склад населення:
| - 96,0 % — білих - 2,5 % — азіатів - 1,2 % — корінних американців |

До двох чи більше рас належало 0,3 %. Частка іспаномовних становила 0,9 % від усіх жителів.
За віковим діапазоном населення розподілялося таким чином: 16,9 % — особи молодші 18 років, 53,7 % — особи у віці 18—64 років, 29,4 % — особи у віці 65 років та старші. Медіана віку мешканця становила 51,8 року. На 100 осіб жіночої статі у селищі припадало 89,5 чоловіків;  на 100 жінок у віці від 18 років та старших — 85,6 чоловіків також старших 18 років.
Середній дохід на одне домашнє господарство  становив 41 748 доларів США (медіана — 38 500), а середній дохід на одну сім'ю — 56 989 доларів (медіана — 56 667). За межею бідності перебувало 16,0 % осіб, у тому числі 10,2 % дітей у віці до 18 років та 13,8 % осіб у віці 65 років та старших.
Цивільне працевлаштоване населення становило 162 особи. Основні галузі зайнятості: освіта, охорона здоров'я та соціальна допомога — 25,3 %, роздрібна торгівля — 16,0 %, сільське господарство, лісництво, риболовля — 11,7 %, транспорт — 8,6 %.